# Dara-Staudamm
Der Dara-Staudamm war eine römische Bogenstaumauer in Dara in Mesopotamien (heutige Südosttürkei) und eines der wenigen Beispiele für diesen Staumauertyp in der Vormoderne. Die heutige Lokalisierung des Dammes ist unsicher, könnte aber eher auf den gängigen Typus einer Gewichtsstaumauer hinweisen.

## Antike Überlieferung
Die Konstruktion der Staumauer wurde vom oströmischen Historiker Prokop in seiner Abhandlung über die architektonischen Errungenschaften der Ära Justinians I. (De Aedificiis 2.3.) überliefert. Sein Bericht ist aus technikgeschichtlicher Perspektive von besonderem Interesse: zum ersten Mal lässt sich ein klares Verständnis für das Funktionsprinzip einer Bogenstaumauer erkennen, die sich von der in der Antike und darüber hinaus üblichen Gewichtsstaumauer stark unterscheidet.
Prokop hebt zwei wesentliche Funktionsprinzipien hervor: zum einen, dass die Staumauer einen bogenförmigen Grundriss besaß, um so dem Wasserdruck besser widerstehen zu können, und nicht etwa bloß, weil das anstehende Gestein dort den besten Baugrund bot. Und zum anderen, dass der Staudamm der Strömung nicht durch sein schieres Gewicht trotzte, wie dies bei Gewichtsstaumauern der Fall ist, sondern durch die Ableitung der Druckkräfte von den Widerlagern auf die Seitenwände der Schlucht, was durch die Krümmung des liegenden Bogens ermöglicht wird.
Eine weitere aus der Antike bekannte Bogenstaumauer stand bei Glanum in Frankreich.

## Moderne Erforschung
Eine Ortserkundung in den späten 1980er Jahren durch den deutschen Wissenschaftler Günther Garbrecht hat die Frage aufgeworfen, ob es sich bei dem von Prokop beschriebenen Damm wirklich um eine Bogenstaumauer handelte. Garbrecht konnte einen Standort dicht vor den antiken Stadtmauern ausfindig machen, der in seinen wesentlichen Merkmalen mit Prokops präziser Beschreibung übereinstimmt – mit Ausnahme des bogenförmigen Grundrisses der Staumauer.
Der entdeckte Damm, eine ungefähr 4 m hohe und 5 m dicke Quadermauer mit einem römischen Betonkern, besitzt eine geschätzte Kronenlänge von 180–190 m; der Mittelteil ist auf einer Länge von 60–70 m vollständig zerstört. Zwar lässt sich nicht ausschließen, dass der Staudamm im Bereich des Mauerdurchbruchs einst einen gekrümmten Verlauf nahm, aber die erhaltenen Flügelmauern deuten eher auf einen polygonalen Grundriss hin. Dies würde bedeuten, dass der Damm von Dara dem Wasserdruck durch sein Eigengewicht und nicht durch Bogenwirkung widerstand. Garbrecht äußert die Vermutung, dass die unregelmäßige Form des Damms Prokop zu einer poetischen Anspielung auf das halbmondförmige Firmament inspiriert haben könnte. Einschränkend ist jedoch darauf hinzuweisen, dass seine Beobachtungen vor Ort nicht den Erfordernissen systematischer hydrologischer und topographischer Untersuchungen entsprachen, welche er angesichts der schleichenden Zerstörung der antiken Stätte anmahnt.